# Натрій у біології

Натрій-калієвий насос — важливий фермент для керування рівнями натрію та калію в клітинах.

Іони натрію (Na+) потрібні в невеликих кількостях для деяких видів рослин, але натрій як поживна речовина загалом найбільш потрібен тваринам у великих кількостях через те, що вони використовують його для вироблення потенціалів дії і заради підтримання електролітного балансу та балансу рідини. У тварин іони натрію необхідні для вищезазначених завдань, а також для серцевої діяльності та деяких метаболічних функцій. Про вплив солі на здоров'я, свідчить те, що відбувається, коли в організмі занадто багато або надто мало натрію. Властиві концентрації натрію в модельних організмах: 10 мМ в E. coli, 30 мМ у дріжджах, що брунькуються, 10 мМ у клітинах ссавців і 100 мМ у плазмі крові.

## Розподіл натрію за видами

### Люди
Щонайменша фізіологічна потреба в натрії, становить від 115 до 500 мг на день залежно від потовиділення внаслідок фізичної активності та того, чи людина пристосована до клімату. Хлорид натрію є основним джерелом натрію в раціоні і використовується як приправа та консервант, наприклад для маринування та в’яленого м’яса; більша частина надходить із оброблених харчових продуктів. Відповідне споживання натрію становить від 1,2 до 1,5 г на день, але вже 3,4 г на день, це мінімальна кількість, яка сприяє гіпертонії. Зауважте, що сіль містить близько 39,3% натрію за масою — решта, це хлор та інші мікрохімічні речовини; отже допустимий верхній рівень споживання 2,3 г натрію, буде приблизно 5,9 г солі — тобто 1 чайна ложка. Середня добова екскреція натрію становить від 40 до 220 мЕкв.
Нормальний рівень натрію в сироватці становить приблизно 135-145 мекв/л (135-145 ммоль/л). Рівень натрію в сироватці крові менше 135 мекв/л визначається як гіпонатріємія, яка вважається тяжкою, коли рівень натрію в сироватці нижче 125 мекв/л.
Ренін-ангіотензинова система та передсердний натрійуретичний пептид опосередковано регулюють рівень сигнальної трансдукції в центральній нервовій системі людини, яка залежить від руху іонів натрію крізь мембрану нервових клітин у всіх нервах. Отож, натрій важливий для роботи нейронів і осморегуляції між клітинами та позаклітинною рідиною; розподіл іонів натрію опосередковується у всіх тварин натрій-калієвими насосами, які є діяльними транспортними насосами розчиненої речовини, перекачуючи іони проти градієнта, і натрій-калієвими каналами. Відомо, що натрієві канали є менш вибірковими порівняно з калієвими. Натрій є найбільш помітним катіоном у позаклітинній рідині: у 15 л позаклітинної рідини людини вагою 70 кг міститься близько 50 грамів натрію, що становить 90% від загального вмісту натрію в організмі.
Деякі потужні нейротоксини, такі як батрахотоксин, підвищують проникність іонів натрію клітинних мембран у нервах і м’язах, спричинюючи розлогу та необоротну деполяризацію мембран із потенційно летальними наслідками. Однак препарати з меншим впливом на рух іонів натрію в нервах, можуть мати різні фармакологічні впливи, які варіюються від антидепресивної до протисудомної дії.

### Інші тварини
Оскільки натрій потрібен лише деяким рослинам, і то в невеликих кількостях, цілком рослинна дієта, здебільшого, буде мати дуже низький вміст натрію. Це вимагає, щоб деякі травоїдні тварини отримували натрій із солончаків та інших мінеральних джерел. Потреба тварин у натрії, ймовірно, є причиною високо збереженої здатності відчувати смак іонів натрію як «солоного». Рецептори чистого солоного смаку, найкраще реагують на натрій; інакше рецептори реагують лише на кілька інших малих одновалентних катіонів (Li+, NH+4 і частково на K+). Іон кальцію (Ca2+) також має солоний і інколи гіркий смак для деяких людей, але, як і калій, може викликати інші смаки.
Іони натрію відіграють різноманітну та важливу роль у багатьох фізіологічних процесах, регулюючи об’єм крові, кров’яний тиск, осмотичну рівновагу та pH.

### Рослини
У рослинах C4 натрій є мікроелементом, який сприяє обміну речовин, зокрема регенерації фосфоенолпіровиноградної кислоти  (бере участь у біосинтезі різних ароматичних сполук і утриманню вуглецю) та синтезу хлорофілу. В інших він замінює калій у кількох призначеннях, як-от підтримка тиску тургору та допомога у відкритті й закритті продихів. Надлишок натрію в ґрунті обмежує поглинання води через зниження водного потенціалу, що може призвести до в’янення; подібні скупчення в цитоплазмі, можуть призвести до інгібування ферментів, що, своєю чергою, викликає некроз і хлороз. Щоб уникнути цих проблем, рослини розробили механізми, які обмежують поглинання натрію корінням, зберігають його в клітинних вакуолях і контролюють його на великих відстанях; надлишок натрію також може зберігатися в старих рослинних тканинах, обмежуючи пошкодження нового росту. Хоча, наскільки надлишкове навантаження натрію в ксилемі, ще належить визначити. Однак анти-портер CHX21 можна віднести до активного завантаження натрію в ксилему.

## Призначення іонів натрію
Натрій є основним катіоном (позитивно зарядженим іоном) у позаклітинних рідинах тварин і людей. Ці рідини, як-от плазма крові та позаклітинні рідини в інших тканинах, омивають клітини й виконують транспортні завдання для поживних речовин і відходів. Натрій також є основним катіоном у морській воді, хоча його концентрація приблизно в 3,8 рази перевищує звичайний рівень в позаклітинних рідинах організму.

### Водно-сольовий баланс людини
Хоча система підтримання здорового водно-сольового балансу в організмі, є складною, одним із основних способів, за допомогою яких людське тіло відстежує втрату води організмом, є те, що осморецептори в гіпоталамусі сприймають баланс натрію та згущення води в позаклітинних рідинах. Відносна втрата води організмом, спричинить підвищення рівня натрію вище норми, стан, відомий як гіпернатріємія. Це зазвичай призводить до спраги. І навпаки, надлишок води в організмі, спричинений надмірним питтям, призведе до надто низького вмісту натрію в крові (гіпонатріємія), стан, який знову відчуває гіпоталамус, спричиняючи зниження секреції гормону вазопресину із задньої долі гіпофіза та, як наслідок, втрату води з сечею, що діє для відновлення концентрації натрію в крові до нормального рівня.
Дуже зневоднені люди, наприклад особи, врятовані з океану чи пустелі, зазвичай мають надзвичайно високі рівні натрію в крові. Їх потрібно дуже обережно та повільно повертати до норми, оскільки надто швидка корекція гіпернатріємії, може призвести до пошкодження мозку через клітинний набряк, оскільки вода раптово переміщується в клітини з високим осмолярним вмістом.
Було доведено, що споживання великої кількості солі, послаблює вироблення оксиду азоту. Оксид азоту (NO) сприяє гомеостазу судин, пригнічуючи скорочення та ріст гладеньких м'язів судин, агрегацію тромбоцитів і адгезію лейкоцитів до ендотелію.

### Натрій в сечі
Оскільки гіпоталамус/осморецепторна система зазвичай працює добре, викликаючи пиття або сечовипускання для відновлення зосередження натрію в організмі до нормального рівня, цю систему можна використовувати в медичному лікуванні для керування загальним вмістом рідини в організмі, спочатку контролюючи кількість натрію в організмі. Тож, коли дають потужний діуретичний препарат, який змушує нирки виводити натрій, вплив супроводжується виведенням води з організму (втрата води породжує втрату натрію). Це відбувається через те, що нирки не здатні дієво утримувати воду, виводячи велику кількість натрію. Крім того, після виведення натрію осморецепторна система може відчути зниження концентрації натрію в крові, а потім спрямовувати компенсаторну втрату води з сечею, щоб виправити гіпонатріємічний стан (низький рівень натрію в крові).